# ワルター・コッセル

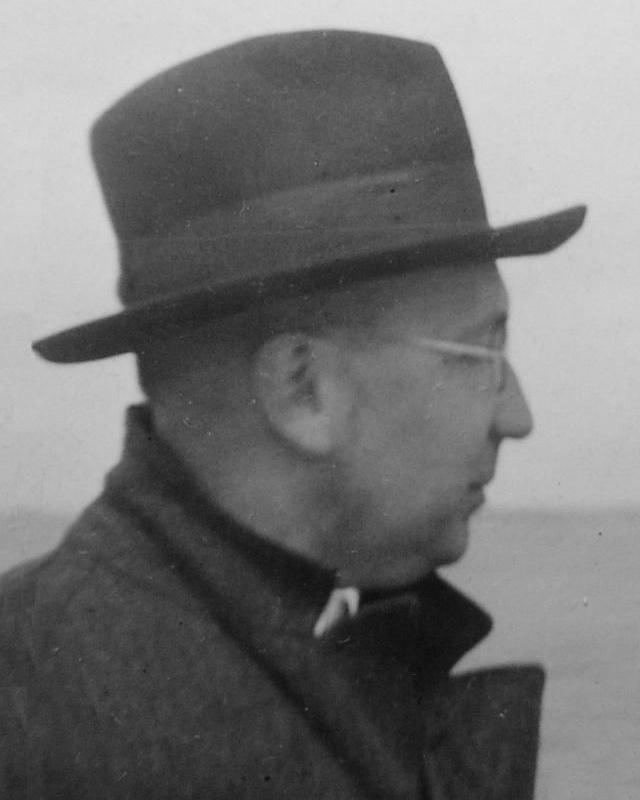
ワルター・コッセル

ワルター・コッセル（Walther Ludwig Julius Kossel, 1888年1月4日 - 1956年5月22日）は、ドイツの物理学者。

## 略歴
1888年1月4日、ベルリンに生まれる。父は後にノーベル生理学・医学賞を受賞するアルブレヒト・コッセル。1911年にハイデルベルク大学を卒業。ミュンヘン大学で電子配置についての研究を行う。その他、固体物理学や音響学などの研究も行った。1921年にはクリスティアン・アルブレヒト大学キール、1932年にはダンツィヒ大学、1947年にはエバーハルト・カール大学テュービンゲンで教授に就任した。この間、1944年にマックス・プランク・メダルを受賞している。1956年5月22日死去。68歳。